# Setaphora daitoensis
Setaphora daitoensis är en kräftdjursart som beskrevs av Nunomura 1986. Setaphora daitoensis ingår i släktet Setaphora och familjen Philosciidae. Inga underarter finns listade i Catalogue of Life.